# IK Pegasi
IK Pegasi (hay HR 8210) là một hệ sao đôi có vị trí biểu kiến nằm trong chòm sao Phi Mã. Nó có độ sáng vừa đủ để có thể quan sát thấy bằng mắt thường, được phân loại vào dạng sao trắng lớp A. Các quan sát chuyên môn cho thấy nó là một sao đôi, với sao chính IK Pegasi A có phát ra ánh sáng dao động nhỏ theo chu kỳ khoảng 22,9 lần mỗi ngày. Sao đồng hành IK Pegasi B là một sao lùn trắng đặc, đang ở giai đoạn cuối trong dãy chính của tiến hóa sao. Cả hai xoay quanh nhau với chu kỳ khoảng 21,7 ngày một vòng, ở khoảng cách trung bình 31 triệu km (xấp xỉ 0,21 lần khoảng cách từ Trái Đất tới Mặt trời), gần hơn khoảng cách Sao Thủy và Mặt Trời.
Với khoảng cách 150 năm ánh sáng, IK Pegasi B là sao có triển vọng của một vụ nổ sao siêu mới gần chúng ta nhất. Trong khi sao chính IK Pegasi A kết thúc quá trình tiến hóa với tương lai một sao khổng lồ đỏ thì IK Pegasi B nhiều khả năng sẽ hút dần vật chất quanh nó và bùng nổ dưới dạng một siêu tân tinh loại Ia.

## Lịch sử phát hiện và quan sát
Hệ thống IK Pegasi được xếp hạng đầu tiên trong danh mục sao năm 1862 của đài quan sát nước Đức thuộc Đại học Bonn với ký hiệu BD +18°4794B. Sau đó, năm 1908 nó được Edward Charles Pickering (1846-1919) định danh HR 8210 trong danh mục Bright Star Catalogue. Tên gọi IK Pegasi được Friedrich Wilhelm August Argelander (1799-1875) đề nghị theo trật tự đặt tên sao biến quang của Johann Bayer (1572-1625).
Khi kiểm tra kết quả thu được qua quang phổ ký của ngôi sao, người ta thấy sự dịch của vạch hấp thụ đặc trưng cho một hệ sao đôi. Sự dịch chuyển của vạch quang phổ xuất hiện khi quỹ đạo chuyển động của các ngôi sao trong hệ tiến gần và lùi ra xa so với người quan sát, gây ra dịch chuyển Doppler về bước sóng của những đường đặc trưng này. Việc đo đạc sự dịch chuyển này cho phép các nhà thiên văn xác định được vận tốc quỹ đạo tương đối của ít nhất một ngôi sao cho dù chúng ta không thể phân giải rõ hình ảnh của từng ngôi sao.
Năm 1927, nhà thiên văn học người Canada William E. Harper sử dụng kĩ thuật này để đo chu kỳ của hệ sao đôi có phổ đặc trưng một đường (single-line spectroscopic binary) và xác định được chu kỳ của nó là 21,724 ngày. Ước lượng độ lệch tâm quỹ đạo ban đầu của ông là 0,027. (Những ước lượng về sau cho độ lệch tâm quỹ đạo bằng 0, hay quỹ đạo hình tròn.) Biên độ vận tốc được đo là 41,5 km/s, với vận tốc lớn nhất của thiên thể chính nằm dọc theo phương nhìn của hệ Mặt Trời.
Khoảng cách đến hệ IK Pegasi có thể đo trực tiếp bằng cách quan sát sự dịch chuyển thị sai rất bé của hệ này (sự di chuyển so với các ngôi sao nền ở xa) khi Trái Đất quay quanh Mặt Trời. Dịch chuyển này đã được đo với độ chính xác cao từ tàu không gian Hipparcos (8/1989-3/1993), cho phép ước lượng khoảng cách đến hệ là 150 năm ánh sáng (với sai số ±5 năm ánh sáng). Tàu Hipparcos cũng đo chuyển động riêng của hệ này. Đây là chuyển động góc nhỏ của IK Pegasi trên nền trời do sự chuyển động của hệ trong không gian.
Kết hợp giữa khoảng cách và chuyển động riêng của hệ này có thể sử dụng để tính toán ra vận tốc tiếp tuyến hay vận tốc ngang (transverse velocity) của IK Pegasi là 16,9 km/s. Thành phần thứ ba, vận tốc xuyên tâm nhật tâm, có thể đo dựa trên dữ liệu trung bình dịch chuyển đỏ (hoặc dịch chuyển xanh) trong phổ của hệ. Danh sách Đại danh lục về vận tốc xuyên tâm của sao (General Catalogue of Stellar Radial Velocities) cho giá trị vận tốc xuyên tâm -11,4 km/s đối với hệ này. Kết hợp với vận tốc xuyên tâm các nhà thiên văn suy ra được vận tốc trong không gian của hệ bằng 20,4 km/s so với Mặt Trời.
Đã có nỗ lực nhằm chụp ảnh các ngôi sao riêng rẽ trong hệ đôi này nhờ sử dụng Hubble Space Telescope, nhưng các ngôi sao nằm quá gần nhau để có thể phân giải chi tiết được. Những đo đạc gần đây bằng kính thiên văn không gian Extreme Ultraviolet Explorer cho giá trị chu kỳ quỹ đạo chính xác hơn bằng 21,72168 ± 0,00009 ngày. Độ nghiêng của mặt phẳng quỹ đạo hệ IK Pegasi gần như sắc cạnh (90°) khi nhìn từ Trái Đất. Do đó có nhiều khả năng sẽ quan sát được hiện tượng thiên thực.

## IK Pegasi A
Biểu đồ Hertzsprung-Russell (biểu đồ HR) thể hiện tương quan giữa độ sáng và chỉ số màu cho các ngôi sao. IK Pegasi A hiện tại là ngôi sao thuộc dãy chính—dãy trên biểu đồ tập hợp các sao có lõi trong giai đoạn tổng hợp hiđrô theo đường gần thẳng. Tuy vậy, IK Pegasi A nằm trong một dải hẹp gần thẳng đứng trên biểu đồ HR được gọi là dải bất ổn định. Sao thuộc dải này dao động một cách rõ ràng, gây ra sự biến đổi tuần hoàn về độ sáng của sao.
Theo các nhà thiên văn κ-cơ chế là nguyên nhân gây ra sự dao động về độ sáng của một số ngôi sao. Khi về già, lớp khí quyển bên ngoài của ngôi sao trở lên dày về mặt quang học (optically thick) do sự ion hóa một số nguyên tố trong khí quyển. Khi những nguyên tử mất electron khiến cho sự hấp thụ năng lượng của chúng tăng lên. Kết quả là nhiệt độ trong khí quyển sao tăng lên làm cho nó giãn nở ra. Khí quyển nở phồng trở lên ít ion hóa hơn và năng lượng các ion cũng giảm đi, lớp khí quyển mới này bị lạnh đi và bắt đầu co lại. Kết quả của sự co giãn chu kỳ trong khí quyển là sự dao động theo chu kỳ của độ sáng sao.

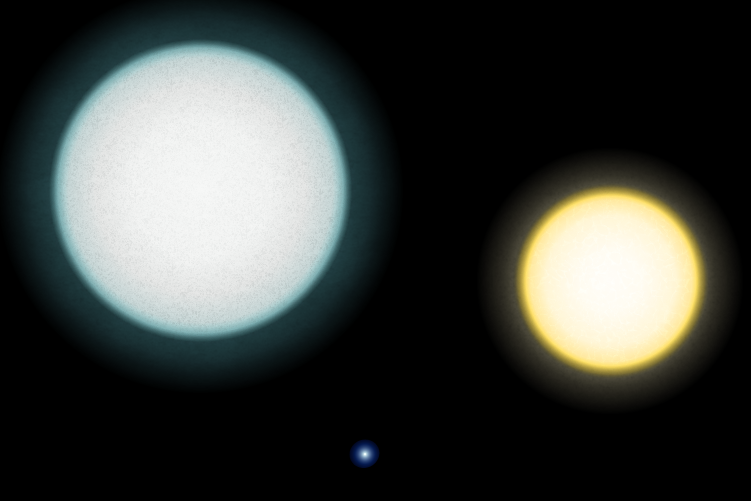
So sánh kích thước giữa IK Pegasi A (trái), B (phía dưới) và Mặt Trời (phải).

Những sao nằm ở phần mà dải bất ổn định cắt qua dãy chính được gọi là sao biến quang Delta Scuti. Chúng được đặt theo tên của ngôi sao nguyên mẫu cho loại biến quang này: Delta Scuti. Lớp Delta Scuti điển hình từ các sao với kiểu phổ A2 tới F8, và lớp sao có độ sáng từ loại III (sao dưới khổng lồ-subgiant) tới loại V (sao ở dãy chính). Chúng là các sao biến quang chu kỳ ngắn với khoảng thời gian co giãn đều từ 0,025 đến 0,25 ngày. Sự có mặt của các nguyên tố trong các sao Delta Scuti giống với của Mặt Trời (xem sao loại I) và các sao thuộc lớp này có khối lượng từ 1,5 đến 2,5 lần khối lượng Mặt Trời. Người ta đã đo được tốc độ co giãn (pulsation-hoặc rung động) của IK Pegasi A là 22,9 chu kỳ trong một ngày, hay một chu kỳ bằng 0,044 ngày.
Các nhà thiên văn xác định độ kim loại của ngôi sao thông qua sự có mặt của các nguyên tố hóa học có số nguyên tử cao hơn của heli. Dữ liệu của chúng được xác định nhờ phân tích phổ của bầu khí quyển ngôi sao, sau đó người ta so sánh kết quả với mô hình giả lập trên máy tính về các sao. Trong trường hợp của IK Pegasi A, các nhà thiên văn ước lượng độ giàu kim loại là [M/H] = +0,07 ± 0,20. Khái niệm này lấy theo lôgarit thập phân của tỉ số giữa các nguyên tố kim loại (M) chia cho hiđrô (H), đem trừ đi độ giàu kim loại của Mặt Trời. (Do đó nếu ngôi sao có độ giàu kim loại giống với Mặt Trời thì giá trị này sẽ bằng không.) Giá trị lôgarit thập phân bằng 0,07 tương đương với tỉ số độ kim loại bằng 1,17, do vậy IK Pegasi A có độ kim loại giàu hơn 17% so với Mặt Trời. Tuy vậy sai số biên thu được là khá lớn.
Phổ của các sao lớp A như IK Pegasi A có dãy Balmer của hiđrô hiện lên rất rõ cùng với các đường hấp thụ của các kim loại bị ion hóa, bao gồm đường K của ion calci (Ca II) tại bước sóng 393,3 nm. Phổ của IK Pegasi A được phân loại thành biên Am (marginal Am hay "Am:"), có nghĩa là nó thể hiện đặc tính của phổ sao lớp A có vạch kim loại (sao Am - Am star) nhưng có cường độ vạch quang phổ kim loại mạnh hơn một chút (nguyên văn: the spectrum of IK Pegasi A is classified as marginal Am which means it displays the characteristics of a spectral class A but is marginally metallic-lined). Như thế bầu khí quyển của ngôi sao thể hiện (nhưng dị thường) vạch quang phổ hơi cao hơn cường độ vạch quang phổ hấp thụ thông thường của các đồng vị kim loại. Các sao thuộc kiểu phổ Am thường là thành viên của một hệ đôi với sao đồng hành có cùng khối lượng, như trong trường hợp hệ IK Pegasi.
Sao với kiểu phổ lớp-A có khối lượng lớn hơn và nóng hơn Mặt Trời. Nhưng hệ quả là thời gian sống của chúng sẽ ngắn hơn. Với một ngôi sao có khối lượng giống với IK Pegasi A (1,65 lần khối lượng Mặt Trời), người ta ước lượng thời gian sống của nó ở dãy chính là 2–3 × 109 năm, hay bằng một nửa độ tuổi hiện tại của Mặt Trời.
Về khối lượng, ngôi sao tương đối trẻ Altair là ngôi sao gần Mặt Trời nhất có khối lượng gần với khối lượng của IK Pegasi A và xấp xỉ bằng 1,7 lần khối lượng Mặt Trời. Hệ sao đôi Sirius cũng có đặc điểm tương tự như hệ IK Pegasi, chứa một sao lớp A và sao lùn trắng đồng hành. Tuy nhiên, Sirius A có khối lượng lớn hơn IK Pegasi A và cách sao lùn trắng một khoảng lớn hơn, với bán trục lớn bằng 20 A.U.

## IK Pegasi B
Sao đồng hành IK Pegasi B là một sao lùn trắng. Đây là một trong những kết quả cuối cùng của tiến hóa sao và nó không còn sản sinh năng lượng nhờ phản ứng tổng hợp hạt nhân. Trong suốt thời gian còn lại, dưới những điều kiện thông thường, sao lùn trắng sẽ dần dần phát ra năng lượng dư thừa trong nó, chủ yếu dưới dạng bức xạ nhiệt, nó sẽ trở lên lạnh hơn và mờ đi trong hàng tỷ năm sau.

### Tiến hóa
Đa phần các ngôi sao khối lượng nhỏ và trung bình (nhỏ hơn 9 lần khối lượng Mặt Trời) sẽ tiến hóa thành sao lùn trắng khi chúng đã cạn kiệt nhiên liệu cung cấp cho phản ứng nhiệt hạt nhân. Những ngôi sao này có giai đoạn sản sinh năng lượng thuộc về các sao trên dãy chính. Thời gian ngôi sao nằm trên dãy chính phụ thuộc chủ yếu vào khối lượng của nó, và khối lượng càng lớn thì thời gian để nó đốt cạn nhiên liệu cho các phản ứng tổng hợp hạt nhân càng ngắn. Do vậy IK Pegasi B phải trở thành sao lùn trắng trước sao đồng hành A, và vì thế khối lượng của nó ban đầu phải lớn hơn của IK Pegasi A. Thực tế, sao tổ tiên của IK Pegasi B có khối lượng ước lượng vào khoảng 5 đến 8 lần khối lượng Mặt Trời.
Khi nhiên liệu hiđrô tại lõi trong sao tổ tiên của IK Pegasi B bị đốt cháy, dần dần nó tiến hóa thành sao khổng lồ đỏ. Lõi bên trong co lại cho đến khi sự đốt cháy hiđrô bắt đầu trong lớp vỏ bao quanh một lõi heli. Để chống lại sự tăng nhiệt độ, lớp vỏ bên ngoài nở rộng bán kính ra nhiều lần so với bán kính trước đây khi nó là sao thuộc dãy chính. Khi lõi đạt đến nhiệt độ và mật độ mà heli có thể tham gia phản ứng tổng hợp thì ngôi sao lại co lại và trở thành sao nhánh chân trời (horizontal branch star). Tức là nó thuộc về nhóm sao phân bố thành một đường ngang trên biểu đồ H-R. Sự tổng hợp heli hình thành một lõi bên trong chứa cacbon và oxy. Khi heli bị cạn kiệt trong lõi, một lớp vỏ nơi xảy ra phản ứng tổng hợp heli hình thành cùng với lớp vỏ xảy ra phản ứng tổng hợp hiđrô và các nhà thiên văn gọi trạng thái mới này là sao thuộc nhóm nhánh khổng lồ tiệm cận (asymptotic giant branch), hay AGB. Nếu ngôi sao có khối lượng đủ lớn, giai đoạn tổng hợp cacbon có thể xảy ra tại lõi, sản sinh ra oxy, neon và magiê.
Lớp vỏ bao bên ngoài của sao khổng lồ đỏ hay sao AGB có thể mở rộng ra hàng trăm lần bán kính của Mặt Trời, đạt đến bán kính khoảng 5 × 108 km (3 A.U.) như đối với sao lớp AGB Mira. Bán kính này vượt xa khoảng cách trung bình hiện tại giữa hai sao IK Pegasi, do vậy trong thời gian này hai ngôi sao có chung một lớp bao vật chất. Kết quả là, phần khí quyển bên ngoài của IK Pegasi A có thể nhận thêm các đồng vị hoặc hàm lượng các đồng vị tăng lên.

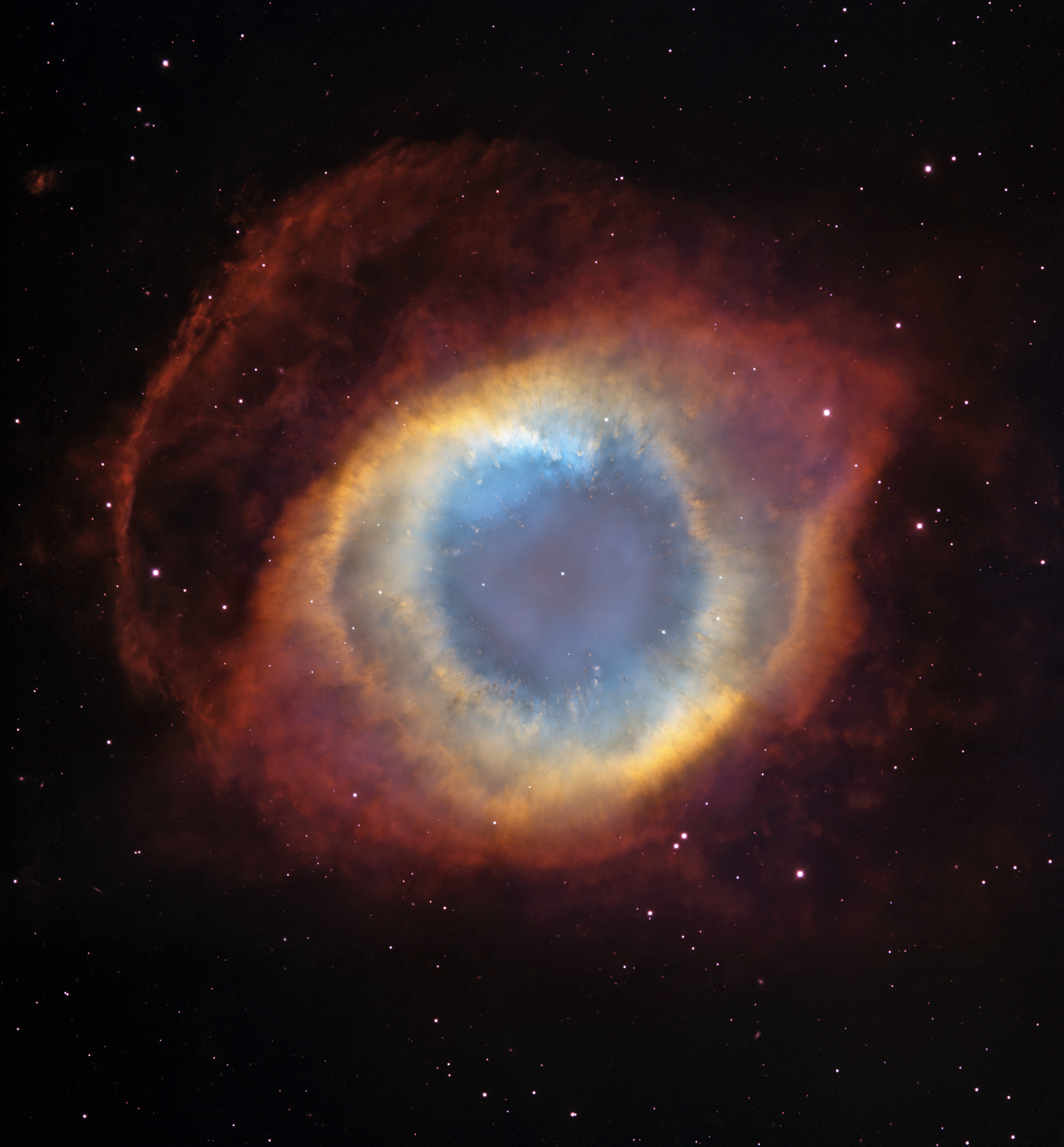
Tinh vân Xoắn Ốc sinh ra từ sự tiến hóa hình thành một sao lùn trắng. Ảnh của NASA & ESA.

Trong một số trường hợp, sau khi lõi bên trong chứa oxy-cacbon (hay oxy-magnesi-neon) hình thành, phản ứng tổng hợp nhiệt hạt nhân bắt đầu xảy ra tại hai lớp vỏ đồng tâm với vùng lõi bên trong; hiđrô được tổng hợp ở lớp ngoài cùng, và heli được tổng hợp tại lớp bao quanh lõi. Tuy nhiên, giai đoạn hai lớp vỏ này không ổn định, nó sẽ tạo ra những xung lượng nhiệt gây ra sự đại phóng thích vật chất từ lớp bên ngoài của sao. Sự giải phóng vật chất hình thành một đám mây khổng lồ gọi là tinh vân hành tinh. Một phần nhỏ hiđrô trong lớp vỏ ngoài cùng bị đẩy ra bên ngoài ngôi sao, để lại tàn dư là sao lùn trắng với thành phần chủ yếu của lõi trong cùng.

### Thành phần và cấu trúc
Phần bên trong của IK Pegasi B có khả năng chứa toàn bộ là cacbon và oxy; hay khả năng khác, nếu sao tổ tiên của nó từng trải qua giai đoạn tổng hợp cacbon, lõi của nó sẽ chứa oxy và neon, bao quanh bởi lớp phủ giàu cacbon và oxy. Trong cả hai trường hợp, lớp bên ngoài của IK Pegasi B bị bao phủ bởi bầu khí quyển thuần túy hiđrô, và các nhà thiên văn phân loại nó vào lớp DA. Do có nguyên tử khối lớn hơn, mọi nguyên tử heli trong lớp khí quyển sẽ bị chìm bên dưới lớp hiđrô. Ngôi sao đạt đến trạng thái cân bằng giữa áp suất suy biến electron—hiệu ứng của cơ học lượng tử giới hạn lượng vật chất có thể nén lại trong một thể tích—với lực hấp dẫn của bản thân ngôi sao.

Biểu đồ thể hiện bán kính sao lùn trắng tính theo lý thuyết so với khối lượng. Đường màu xanh lá cây tương ứng với mô hình khí electron tương đối tính.

Với ước lượng khối lượng khoảng 1,15 lần khối lượng Mặt Trời, IK Pegasi B được xem là sao lùn trắng có khối lượng cao. Mặc dù bán kính của nó không quan sát được trực tiếp, người ta có thể suy ra nó từ những quan hệ lý thuyết đã biết giữa khối lượng và bán kính của sao lùn trắng, với giá trị bằng khoảng 0,60% bán kính Mặt Trời. (Một nguồn khác cho giá trị 0,72%, nên vẫn có độ bất định trong kết quả.) Từ đó ngôi sao này gói một khối lượng lớn hơn khối lượng Mặt Trời vào trong vùng thể tích gần bằng kích cỡ Trái Đất, và vì vậy mật độ vật chất của sao lùn trắng cực lớn.
Với khối lượng lớn tập trung trong vùng thể tích nhỏ, sao lùn trắng có giá trị hấp dẫn bề mặt rất lớn. Các nhà thiên văn ký hiệu giá trị này theo lôgarit thập phân của lực hấp dẫn theo đơn vị cgs, hay log g. Đối với IK Pegasi B, log g bằng 8,95. Làm phép so sánh, log g của Trái Đất bằng 2,99. Do vậy hấp dẫn bề mặt trên IK Pegasi B gấp 900.000 lần trên Trái Đất.
Nhiệt độ bề mặt hiệu dụng của IK Pegasi B ước lượng khoảng 35.500 ± 1.500 K, khiến nó trở thành nguồn bức xạ mạnh tia cực tím. Dưới những điều kiện thông thường, sao lùn trắng sẽ lạnh dần đi trong hàng tỷ năm trong khi bán kính của nó thì không đổi.

## Dự báo tương lai tiến hóa sao

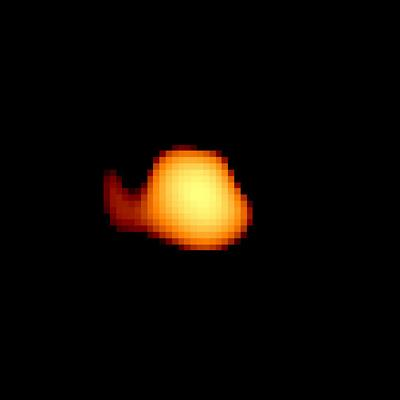
Ảnh từ kính Hubble chụp sao xung lớp AGB Mira. Ảnh của NASA.

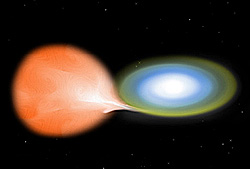
Minh họa sao lùn trắng đang bồi tụ khí từ sao đồng hành lớn hơn. Ảnh của NASA.

Trong bài báo năm 1993, David Wonnacott, Barry J. Kellett và David J. Stickland nhận ra khả năng hệ này sẽ tiến hóa thành siêu tân tinh loại Ia hoặc sao biến quang biến động lớn (cataclysmic variable). Nằm cách Trái Đất chỉ 150 năm ánh sáng, nó là ứng cử tiền sao siêu tân tinh gần Trái Đất nhất được biết đến. Tuy nhiên trong thời gian để hệ này tiến hóa tới trạng thái xảy ra vụ nổ siêu tân tinh, nó phải di chuyển một khoảng cách đáng kể đến Trái Đất và có khả năng không gây ra một mối đe dọa nào.
Đến một thời điểm trong tương lai, IK Pegasi A sẽ ngốn hết nhiên liệu hiđrô tại lõi và bắt đầu chuyển sang giai đoạn sao khổng lồ đỏ nằm ngoài dãy chính. Lớp phủ của sao khổng lồ đỏ có thể phát triển đến kích thước đáng kể, mở rộng gấp hàng trăm lần so với bán kính trước đó. Khi IK Pegasi A nở rộng đến điểm mà lớp phủ bề ngoài của nó chảy vào thùy Roche của sao đồng hành, một đĩa bồi tụ khí sẽ hình thành quanh sao lùn trắng IK Pegasi B. Đĩa khí này chứa chủ yếu là hiđrô và heli, nó sẽ rơi dần vào bề mặt của sao lùn trắng. Sự chuyển khối lượng giữa hai sao này làm cho quỹ đạo của chúng co lại.
Trên bề mặt của sao lùn trắng, khí bồi tụ sẽ bị nén lại và nóng lên. Tại điểm khí bồi tụ có thể đạt đến điều kiện cần thiết cho sự tổng hợp hạt nhân diễn ra, và hệ quả là xảy ra phản ứng giải phóng nhiệt (thermal runaway) đẩy lượng khí ra xa bề mặt. Đây chính là vụ nổ sao mới (tái diễn) —sao biến quang biến động lớn—và độ sáng của sao lùn trắng nhanh chóng tăng lên vài cấp chỉ trong vài ngày hoặc vài tháng. Một ví dụ của hệ sao như thế là RS Ophiuchi; đây là hệ chứa một sao khổng lồ đỏ và sao lùn trắng đồng hành. RS Ophiuchi đã bùng nổ thành sao mới (tái diễn) ít nhất 6 lần, mỗi lần nó bồi tụ khối lượng hiđrô đến giới hạn cần thiết cho sự tổng hợp hạt nhân gây ra vụ nổ giải phóng nhiệt.

Minh họa bùng nổ siêu tân tinh của IK Pegasi B

Có thể IK Pegasi B sẽ theo tiến trình tương tự như thế. Tuy nhiên, trong quá trình bồi tụ khối lượng, chỉ một phần khối lượng bị đẩy ra bởi vụ nổ sao mới, cho nên sau mỗi chu kỳ khối lượng của sao lùn trắng sẽ tăng dần lên. Từ đó, ngay cả khi thể hiện như là sao mới tái diễn, IK Pegasi B sẽ vẫn bồi tụ khí ở lớp bao phủ của nó.
Cũng có mô hình cho phép sao lùn trắng bồi tụ khối lượng một cách đều đặn mà không phải trải qua vụ nổ sao mới, mô hình này được gọi là hệ sao đôi với nguồn tia X siêu mềm (CBSS). Theo kịch bản này, tốc độ truyền khối lượng cho sao lùn trắng ở gần sao cho quá trình phản ứng tổng hợp ổn định có thể duy trì trên bề mặt khi hiđrô đến được đốt cháy trong phản ứng hạt nhân để sinh ra heli. Nguồn tia X siêu mềm này chứa một sao lùn trắng với khối lượng rất cao và nhiệt độ bề mặt của nó từ 0,5 × 106 đến 1 × 106 K).
Khi khối lượng sao lùn trắng đạt đến giới hạn Chandrasekhar bằng 1,44 lần khối lượng Mặt Trời, áp suất suy biến electron sẽ không thể duy trì cân bằng với lực hấp dẫn và ngôi sao sẽ bị suy sụp. Đối với lõi chứa chủ yếu hạt nhân oxy, neon và magnesi, sao lùn trắng sẽ suy sụp thành sao neutron. Trong tình huống này, chỉ một phần nhỏ khối lượng của sao bị đẩy ra ngoài. Tuy nhiên, nếu lõi chứa chủ yếu hạt nhân cacbon-oxy, sự tăng áp suất và nhiệt độ sẽ kích hoạt phản ứng tổng hợp cacbon tại trung tâm trước khi đạt đến giới hạn Chandrasekhar. Kết quả ấn tượng là phản ứng tổng hợp hạt nhân tiêu thụ một lượng đáng kể khối lượng của ngôi sao và giải phóng nó trong một thời gian ngắn. Năng lượng giải phóng đủ để biến ngôi sao thành vụ nổ siêu tân tinh loại Ia.
Sự kiện vụ nổ sao siêu mới như thế có thể là mối đe dọa sự sống trên Trái Đất. Người ta cho rằng ngôi sao lớn, IK Pegasi A, có thể chưa tiến hóa thành sao khổng lồ đỏ trong tương lai gần. Như ở phần trước, vận tốc trong không gian của ngôi sao này so với Mặt Trời là 20,4 km/s (lùi ra xa). Do vậy nó phải mất tới 14.700 năm để chuyển động được quãng đường 1 năm ánh sáng. Sau 5 triệu năm, ví dụ, ngôi sao này sẽ cách Mặt Trời hơn 500 năm ánh sáng. Siêu tân tinh loại Ia trong vòng 1000 parsec (3300 năm ánh sáng) được cho là có khả năng ảnh hưởng đến Trái Đất.
Sau vụ nổ siêu tân tinh, tàn dư của sao cho (IK Pegasi A) sẽ tiếp tục với vận tốc cuối cùng nó đạt được khi là thành viên trong hệ đôi có quỹ đạo nhỏ. Vận tốc trên quỹ đạo của nó có thể cao tới 100–200 km/s, khiến nó trở thành một trong những ngôi sao có vận tốc lớn trong Ngân Hà. Sao đồng hành IK Pegasi A có thể mất mát khối lượng trong vụ nổ, và sự có mặt của nó sẽ tạo ra một khoảng hở trong lớp bụi đang giãn nở từ sao lùn trắng. Từ đây, sao đồng hành cũng sẽ tiến hóa dần thành một sao lùn trắng trong tương lai. Vụ nổ siêu tân tinh sẽ tạo ra tàn dư với lớp vật liệu đang giãn nở và dần dần hòa nhập vào với môi trường liên sao.